# Alain Gerlache
Alain Gerlache (1952) is een gewezen Waals journalist, voormalig politiek woordvoerder, ex-directeur van de RTBF en een opiniemaker in diverse Franstalige en Vlaamse media.

## Biografie
Gerlache groeide op in Centraal-Afrika en ging daarna studeren aan de Université catholique de Louvain waar hij licentiaat werd in de  Germaanse filologie. Als leraar talen begon hij zijn media-carrière bij de vrije radio's. Daarna werd Gerlache journalist bij de RTBF, gespecialiseerd in politiek nieuws. In 1996 startte hij het programma À Bout Portant, waarvoor hij diepgravende interviews maakte.
In 1999 ging hij in op de vraag van premier Guy Verhofstadt om zijn woordvoerder te worden. In 2003 werd Alain Gerlache benoemd tot directeur van de RTBF-televisie, op 13 december 2006 nam hij actief deel aan de niet geprogrammeerde uitzending Bye Bye Belgium op RTBF-kanaal "La Une" waarin de onafhankelijkheid van Vlaanderen in scène werd gezet. In januari 2007 werd Gerlache secretaris-generaal van de 'Communauté des télevisions francophones (CTF)', een groepering van Franstalige televisiezenders, waarbij zijn mandaat werd verlengd in 2010.
In maart 2008 lanceerde Gerlache interMédias, het eerste multimediaplatform van de RTBF, met aandacht voor de ontwikkeling van radio, televisie en internet in het digitale tijdperk. Het project liep tot de zomer van 2011. Vanaf september 2010 verzorgde Alain Gerlache médiaTIC op de RTBF radiozender 'La 1ère' waarin hij eerst dagelijks, daarna wekelijks praatte en discussies aanging over nieuwe media-ontwikkelingen. Hij was ook regelmatig present in andere uitzendingen van de Franstalige openbare omroep.
Gerlache was actief in Vlaamse media, hij werd regelmatig gevraagd om zijn visie over de verhouding tussen Frans- en Nederlandstaligen in België, onder meer voor de VRT. In juni 2020 werden Gerlache en Siegfried Bracke vaste columnisten voor het dagblad De Morgen.
Hij werd gespreksleider over journalistiek aan de universiteiten van Luik en Bergen, waar hij webjournalistiek en interactieve media aansneed. Gerlache schrijft ook de blog Au commencement était le web (In den beginne was het web).
Alain Gerlache is getrouwd met de Luikse musicoloog Stéphane Dado.